# 黄金秋
黄金秋（1974年9月3日—），山东省郯城县人，笔名“清水君”，中国持不同政见者、作家，曾任编辑、特邀记者、编辑部主任。

## 生平

### 教育经历
先后就读于山东临沂某技校化学系、北京中国作家协会鲁迅文学院第10届作家班、马来西亚中央艺术学院新闻传播系、英国林肯大学电脑资讯专业理学士学位。

### 民主活动
留学马来西亚期间，在网络上发表政论文章，呼吁中国政府结束一党专制，进行政治改革。
2003年1月3日，黄金秋宣布筹备中华爱国民主党（爱民党，CPDP），6月回国后开始秘密进行社会考察，目的是打破中国民主组织和民主人士只能流亡海外进行民主活动而无法和国内有关部门配合的僵局。

### 被捕
2003年9月13日在连云港被捕。2004年6月22日，常州市中级人民法院以“颠覆国家政权”罪开庭审判。9月27日因“以中华爱国民主党筹委会负责人的身份，在互联网发表大量反动文章，组织、策划、实施颠覆我国国家政权”被判处有期徒刑十二年，剥夺政治权利四年。12月被江苏省高级法院以书面审讯判刑。后上诉但被驳回。他在南京市浦口江苏省浦口监狱服刑。

### 保释出狱
2011年10月20日，保释出狱。他表示“对于过去所做的事，我并未后悔，经过8年的反思，我认为当年被判刑，最大要害是对当局构成威胁，挑战底线的行为。从法学上来说，这是正常的公民权利及自由，但从现实来讲，做事时也要考虑对方的底线，才能把对国家美好的动机，和最后结果结合。”

## 评价
大纪元新闻网：“虽然杨建利和黄金秋彼此并不认识。但他们都是从沂蒙上走出来的，都是“六四”事件后涌现出来的民运分子，都坚持和平、理性、非暴力的理念，都热爱自己的国家，都提出了联邦制的框架下统一中国的思想，都坚持在中国的土地上成为持不同政见者。面对可能的牢狱之苦，他们都勇敢地选择了回去，又都不幸关进监狱。我相信他们会走到一起，形成一股力量，干出一番事业。军旅作家李存葆写的长篇报告文学《沂蒙九章》，著名作家刘知侠写出的小说《红嫂》(后被改编成芭蕾舞剧《沂蒙颂》)，还有广为流传的《沂蒙六姐妹》，写的都是上个世纪蒙山沂水的善良妇女的感人事迹。其实，沂蒙也有很多好儿郎。我愿杨建利、黄金秋将成为新沂蒙史篇，新沂蒙颂，新沂蒙两兄弟。他们将会是值得沂蒙人民骄傲的英雄人物。”